# Fairbanks (Alaszka)
Fairbanks település Alaszka államban. Anchorage után az állam második legnagyobb városa. Az északi sarkkörtől 190 km-re délre fekszik. Otthont ad az állam legrégibb egyetemének.

## Földrajza
Fairbanks a Tanana és a Chena folyó összefolyásánál fekszik. A város maga sík terepen helyezkedik el a két folyó árterében, ám magas hegyek övezik.

## Éghajlata

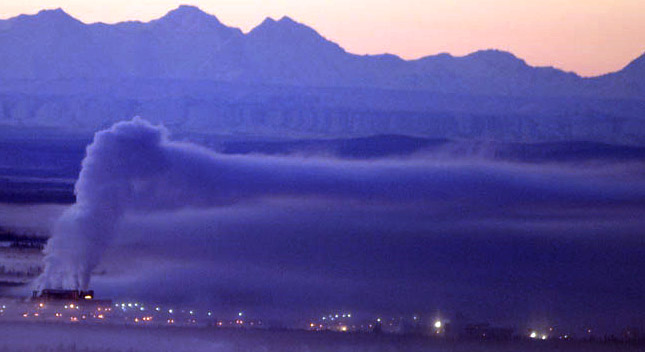
Jégköd Fairbanksben

A város klímája szubarktikus. Jellemzőek a hosszú, hideg telek és a rövid, meleg csapadékos nyarak. A tél szeptemberben kezdődik és április végéig tart. A téli középhőmérséklet -20 – -30 °C körül mozog, de extrém teleken már -50 °C-ot alatti hőmérsékletet is feljegyeztek, a leghidegebbet – -54 °C-ot – 1961-ben mérték. Ilyenkor gyakori a jégköd. A nyári középhőmérséklet 15–20 °C, de már 37 °C-ot (99 °F) is mértek, 1919. július 28-án.

## Története

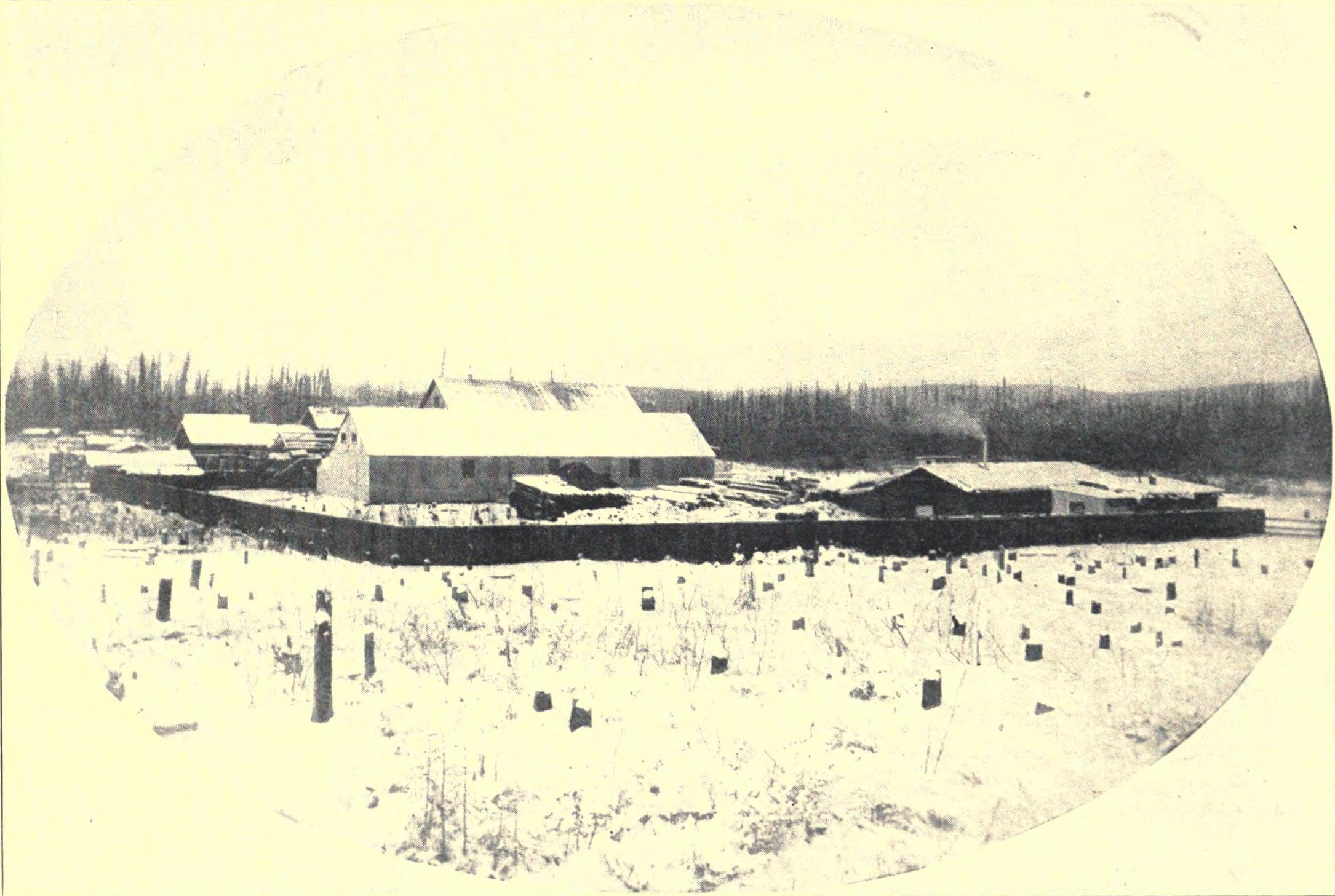
A város első épületei

E. T. Barnette kapitány alapított itt egy kolóniát még 1902-ben. A kapitány célja az volt, hogy létesítsenek itt egy kereskedelmi csomópontot. 1903-ban megalakult Fairbanks. A város lakossága gyorsan gyarapodott, főleg aranyásók érkeztek. 1917-ben hidat építettek a folyón. 1935-re már mezőgazdasági tevékenység is folyt a település körül. A város sok kisebb áradást átvészelt, de 1967-ben rekord mennyiségű csapadék esett és egy elképzelhetetlenül nagy áradás szinte teljesen a földdel tette egyenlővé Fairbankset. A megoldást egy gát jelentette, ami meg is épült, ez a Moose Creek-gát.

## Demográfia
Az Egyesült Államok Népszámlálási hivatalának becslése szerint a város lakossága 32 036 fő. Népsűrűség 366,3 fő/km². 11 075 háztartása és 7187 családja van. Fairbanks etnikai összetétele: 66,1% fehér, 9% fekete, 10% indián, 3,6% ázsiai, 8% óceániai, 9% spanyol vagy latin származású.

## Közlekedés

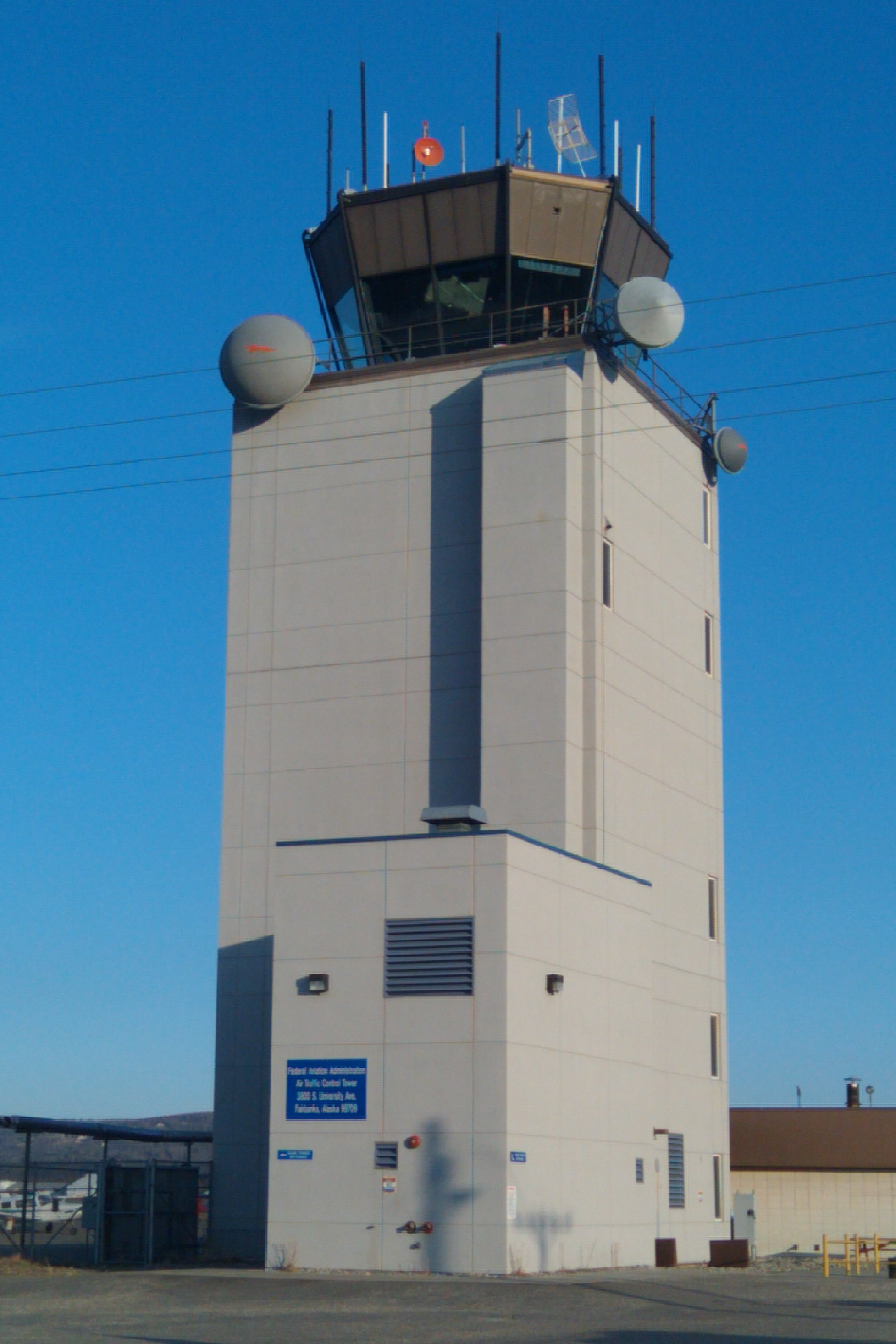
A repülőtér irányító tornya

Fairbanks Közép-Alaszka egyik közlekedési csomópontja; az állam többi városával, illetve más országokkal is van légi, vasúti és közúti összeköttetése. Az 1920-as években már viszonylag fejlett infrastruktúrával büszkélkedhetett a település. Már 1927-ben az alaszkai úthálózathoz csatolták. 1960-ra az összes utcát leburkolták. 1977-ben egyetemi buszjárat kezdett közlekedni. 1951-ben épült meg a fairbanks-i nemzetközi repülőtér(FAI). Ezekben az időkben még csak Seattle-be, Portlandbe és Anchorage-be közlekedtek a repülőgépek. 1970-re már voltak óceánon túli járatok is. 2009-ben a FAI régi terminálját lebontották, és újat építettek a helyére.

## Fordítás
Ez a szócikk részben vagy egészben  a   Fairbanks,_Alaska című angol Wikipédia-szócikk ezen változatának fordításán alapul.  Az eredeti cikk szerkesztőit annak laptörténete sorolja fel. Ez a jelzés csupán a megfogalmazás eredetét és a szerzői jogokat jelzi, nem szolgál a cikkben szereplő információk forrásmegjelöléseként.